# Niger op de Olympische Zomerspelen 2008
Niger nam deel aan de Olympische Zomerspelen 2008 in Peking, China.
Niger debuteerde op de Zomerspelen in 1964 en deed in 2008 voor de tiende keer mee. Niger won op eerdere Zomerspelen één medaille. Deze medaille werd in 1972 door Issaka Dabore bij het boksen gewonnen, hij won brons bij de half-weltergewichten.

## Deelnemers en resultaten
De deelnemer bij taekwondo nam deel op uitnodiging van de Olympische tripartitecommissie.
 (m) = mannen, (v) = vrouwen 

### Atletiek
| Olympiër                 | Discipline      | Resultaat | Prestatie                    |
| ------------------------ | --------------- | --------- | ---------------------------- |
| Harouna Garba            | 400m horden (m) | 26e       | serie 1: 7de in 55,14        |
|                          |                 |           |                              |
| Rachidatou Seini Maikido | 400m (v)        | 49e       | serie 3: 7de in 1.03,19 (NR) |

### Taekwondo
| Olympiër             | Discipline | Resultaat | Prestatie                                      |
| -------------------- | ---------- | --------- | ---------------------------------------------- |
| Lailatou Amadou Lele | -57kg (v)  | DNS       | 1ste ronde: V van BRA Nunes: gediskwalificeerd |

### Zwemmen
| Olympiër                     | Discipline         | Resultaat | Prestatie              |
| ---------------------------- | ------------------ | --------- | ---------------------- |
| Mohamed Alhousseini Alhassan | 50m vrije slag (m) | 95e       | serie 2: 4de in 30,90  |
|                              |                    |           |                        |
| Mariama Souley Bana          | 50m vrije slag (v) | 90e       | serie 2: 8ste in 40,83 |

Afghanistan · Albanië · Algerije · Amerikaanse Maagdeneilanden · Amerikaans-Samoa · Andorra · Angola · Antigua en Barbuda · Argentinië · Armenië · Aruba · Australië · Azerbeidzjan · Bahama's · Bahrein · Bangladesh · Barbados · België · Belize · Benin · Bermuda · Bhutan · Bolivia · Bosnië en Herzegovina · Botswana · Brazilië · Britse Maagdeneilanden · Bulgarije · Burkina Faso · Burundi · Cambodja · Canada · Centraal-Afrikaanse Republiek · Chili · China · Chinees Taipei · Colombia · Comoren · Congo-Brazzaville · Congo-Kinshasa · Cookeilanden · Costa Rica · Cuba · Cyprus · Denemarken · Djibouti · Dominica · Dominicaanse Republiek · Duitsland · Ecuador · Egypte · El Salvador · Equatoriaal-Guinea · Eritrea · Estland · Ethiopië · Fiji · Filipijnen · Finland · Frankrijk · Gabon · Gambia · Georgië · Ghana · Grenada · Griekenland · Groot-Brittannië · Guam · Guatemala · Guinee · Guinee‑Bissau · Guyana · Haïti · Honduras · Hongarije · Hongkong · Ierland · IJsland · India · Indonesië · Irak · Iran · Israël · Italië · Ivoorkust · Jamaica · Japan · Jemen · Jordanië · Kaaimaneilanden · Kaapverdië · Kameroen · Kazachstan · Kenia · Kirgizië · Kiribati · Koeweit · Kroatië · Laos · Lesotho · Letland · Libanon · Liberia · Libië · Liechtenstein · Litouwen · Luxemburg · Macedonië · Madagaskar · Malawi · Malediven · Maleisië · Mali · Malta · Marshalleilanden · Marokko · Mauritanië · Mauritius · Mexico · Micronesië · Moldavië · Monaco · Mongolië · Montenegro · Mozambique · Myanmar · Namibië · Nauru · Nederland · Nederlandse Antillen · Nepal · Nicaragua · Nieuw-Zeeland · Niger · Nigeria · Noord-Korea · Noorwegen · Oeganda · Oekraïne · Oezbekistan · Oman · Oostenrijk · Oost‑Timor · Pakistan · Palau · Palestina · Panama · Papoea-Nieuw-Guinea · Paraguay · Peru · Polen · Portugal · Puerto Rico · Qatar · Roemenië · Rusland · Rwanda · Saint Kitts en Nevis · Saint Lucia · Saint Vincent en Grenadines · Salomonseilanden · Samoa · San Marino · Sao Tomé en Principe · Saoedi-Arabië · Senegal · Servië · Seychellen · Sierra Leone · Singapore · Slovenië · Slowakije · Soedan · Somalië · Spanje · Sri Lanka · Suriname · Swaziland · Syrië · Tadzjikistan · Tanzania · Thailand · Togo · Tonga · Trinidad en Tobago · Tsjaad · Tsjechië · Tunesië · Turkije · Turkmenistan · Tuvalu · Uruguay · Vanuatu · Venezuela · Verenigde Arabische Emiraten · Verenigde Staten · Vietnam · Wit-Rusland · Zambia · Zimbabwe · Zuid-Afrika · Zuid-Korea · Zweden · Zwitserland
Uitgesloten van deelname: Brunei